# Methuen (Massachusetts)
Methuen é uma cidade localizada no Condado de Essex, Massachusetts, nos Estados Unidos. A população é de 43,979 habitantes de acordo com o censo de 2007. As primeiras instalações de colonos datam em 1642, mas foi em 1726 que foi oficialmente instituida a cidade, em homenagem ao político e diplomata britânico Sir Paul Methuen.

## Geografia
Segundo o Census Bureau dos Estados Unidos, a cidade tem uma área total de 59,8 km ² (23.1 milhas quadradas), dos quais 58 km ² (22.4 milhas quadradas) de terra e 1,8 km ² (0,7 milhas quadradas) água, ou 2,95% do seu território. A cidade está localizada no lado norte do rio Merrimack e é atravessada por um dos seus afluentes, o rio Spickett e por inúmeros córregos e rios. Vários lagos pontilham a área e, a cidade abriga uma floresta, um santuário de aves e um parque estadual, o Parque Estadual Tenney. Pine Island, uma ilha ao sul da cidade sobre o rio Merrimack, também faz parte da cidade.

## Demografia
De acordo com o Censo de 2000 dos Estados Unidos, a população de Methuen é de 43 789 habitantes, divididos em 16.532 domicílios e 11.539 famílias, uma densidade populacional de 754,8 habitantes por quilômetro quadrado. Sua população é predominantemente branca, com 89,35% brancos, 1,35% Africano-americanos, 0,22% nativos americanos, 2,38% asiáticos e 4,87% de outras raças.